# Charles Reidpath
Charles Decker Reidpath (ur. 20 września 1889 w Buffalo, zm. 21 października 1975 w Kenmore) – amerykański lekkoatleta, sprinter, dwukrotny mistrz olimpijski.

## Przebieg kariery
Jako student Uniwersytetu w Syracuse w latach 1908–1912 stał się znanym lekkoatletą. Po ukończeniu studiów i uzyskaniu dyplomu inżyniera budownictwa był namawiany przez rodzinę, by porzucił uprawianie sportu i zaczął pracować w rodzinnym interesie w Buffalo. Reidpath zdecydował się pojechać na igrzyska olimpijskie w 1912 w Sztokholmie, gdzie zdobył złote medale w biegu na 400 metrów z rekordem olimpijskim (i pierwszym oficjalnym rekordem świata 48,2 s. oraz w sztafecie 4 × 400 metrów (w składzie: Mel Sheppard, Edward Lindberg, Ted Meredith i Reidpath na ostatniej zmianie) z rekordem świata 3:16,6 s. Zajął także 5. miejsce w biegu na 200 metrów.
Był akademickim mistrzem Stanów Zjednoczonych (IC4A) w biegu na 440 jardów w 1910 oraz w biegach na 220 jardów i na 440 jardów w 1912.
Reidpath pracował w firmie budowlanej Berdencer od 1912 do 1937, kiedy to został mianowany naczelnym architektem Buffalo. Sprawował m. in nadzór wykonawczy nad budowlą siedziby Banku Rezerwy Federalnej w Nowym Jorku w Buffalo w 1956.
Od 1941 do 1946 służył w korpusie wojsk inżynieryjnych Armii Stanów Zjednoczonych w Europie w stopniu podpułkownika. Zdobył gwiazdy bojowe za kampanie w północnej Francji i Nadrenii. Odszedł z Gwardii Narodowej w 1948 w stopniu generała brygady (Brigadier General).

## Rekordy życiowe
źródło:
- 200 m – 22,1 s. (1912)
- 440 y – 47,7 s. (1912)